# 東葉高速鐵道
東葉高速鐵道股份有限公司（日语：／ Tōyō Kōsoku Tetsudō */?），簡稱東葉高速鐵道，是千葉縣內負責營運東葉高速線的第三部門鐵道公司。總部與車輛基地（八千代綠丘車輛基地）均位於千葉縣八千代市。
所謂的「高速鐵道」並不是指新幹線等的高速鐵路，而是指都市高速鐵道。

## 历史

### 规划建设
東葉高速鐵道是為了建设、运营東葉高速線而設立，東葉高速線原本计划由帝都高速度交通營團（營團，東京地下鐵前身）東西線延伸。但京成電鐵當時因第一次石油危机而在投資損失慘重，運輸省為避免京成倒閉而暫緩勝田台線的計畫，並將申請退回。另一方面，營團本身也存在反对意见，包括：认为应该优先建设南北線与副都心線、營團不应该扩张到东京都外。
最終由于船橋、八千代市民积极争取，千葉縣政府、京成電鐵與營團於1981年合資設立第三部門鐵路公司「東葉高速鐵道」，并规划与東西線直通運行，東葉高速線才開始實際動工，建设交由日本鐵道建設公團于1984年开始进行。但計畫沿線的地主不肯讓地，令徵地進展緩慢。加上地價因泡沫經濟而飆升，及興建時出現隧道坍塌事故，令項目最終嚴重超支，直接導致東葉高速線高于JR東日本電車特定区間票价2.5倍的高昂車費，及東葉高速鐵道經營的困境。

### 经营状況
由于項目嚴重超支，東葉高速線的建設費用從最初計劃的2091億日元增加到2948億日元，根据日本鐵道建設公團相关制度，该金额得以25年分期返还，利率最高為5%，但总还款金额高達4,960億日圓。后来政府介入支援東葉高速鐵道，将返还时间延长至60年。
由于前述項目债务、利息支出，即使東葉高速鐵道營業收支呈現盈餘，但其營業利潤和獲得的現金存款需要支付建設的本金及債務利息偿还，实际收支仍為赤字，負債額也曾逐年增加。即使之后有周边地方政府帮助，東葉高速鐵道的债务支付仍無法透過當年的营业利潤來覆蓋，只能依靠週邊地方政府的經營补贴支付，至今仍未摆脱经营危机。東葉高速鐵道的经验让日本意识到公共事业的补贴问题，据说在完善相关补贴制度后，促成首都圈新都市鐵道筑波快線的成功。

## 路線列表

路線圖

| 記號 | 中文線名   | 日文線名 | 起點           | 終點               | 距離（公里） |
| ---- | ---------- | -------- | -------------- | ------------------ | ------------ |
| TR   | 東葉高速線 |          | 西船橋（TR01） | 東葉勝田台（TR09） | 16.2         |

## 腳注
1. ↑  東葉高速鉄道株式会社.  (pdf). 東葉高速鉄道株式会社. 2020-06-22  [2024-06-20]. （原始内容存档 (PDF)于2024-06-23） （日语）.
2. ↑  会社案内 東葉高速鉄道の公式ページ。（页面存档备份，存于）
3. ↑  公社等外郭団体に関する情報公開（2015年4月1日現在） 東葉高速鉄道（株）PDF - 千葉県
4. ↑  鉄道トリビア (84) あんまり速くないのに「高速鉄道」ってどうして?  （页面存档备份，存于） - マイナビニュース、2011年11月29日
5. ↑  . 帝都高速度交通営団. 1978-07-31: 208–219. （原始内容存档于2024-04-16） （日语）.
6. ↑  『営団地下鉄五十年史』帝都高速度交通営団、1991年7月、pp.306 - 307、pp.433 - 435。（日語）
7. ↑  境　松太郎，「特集『首都圏における新線開業』 」「V.東葉高速鉄道 - 東葉高速線 - 」『日本鉄道施設協会誌』1996年9月号、日本鉄道施設協会、700-701頁（日語）
8. 1 2 3  佐藤　信之（亜細亜大学）「鉄道・軌道プロジェクトの事例研究27：東葉高速鉄道の建設と開業後」『鉄道ジャーナル』2004年2月号、鉄道ジャーナル社、132-134頁。（日語）

## 外部連結
- 東葉高速鐵道
- 東葉線情報局 （页面存档备份，存于）
- 公社等外郭団体の経営状況等　平成18年度 （页面存档备份，存于）
- 千葉県による公社等外郭団体に関する情報公開　平成18年度PDF